# Аликасымлы
Аликасымлы (азерб. Əliqasımlı) — село в Джалильабадском районе Азербайджана. Одно из крупных сёл Джалилабадского района Азербайджана. Население составляет 2576 человек (2009).
Место рождения Национального героя Азербайджана — Арифа Губадова.

## География
Расположено в 13 км к северо-западу от районного центра, в 4 км от шоссе Джалилабад-Билясувар и правого берега реки Инджачай у северо-восточного подножия Буроварского хребта.

## Население и экономика
На 1978 год население Аликасымлы составляло 1422 человека. Жители занимались виноградарством, выращиванием пшеницы, животноводством. Имелись средняя школа, клуб, библиотека, киноустановка, медпункт, узел связи и памятник погибшим в Великой Отечественной войне уроженцам села.